# Hunaluria
Albums de Betty Goes Green
Hell of a Show
(1991) Hand Some
(1994)
Hunaluria, sorti en 1993, est le deuxième album du groupe de rock belge Betty Goes Green.

## L'album
Toutes les compositions de l'album sont de Luc Crabbé.
Le producteur Mike Rathke est également le guitariste-producteur de Lou Reed.
Dernier album avec Pieter De Cort.

## Les musiciens
- Luc Crabbé : voix, guitare
- Pieter De Cort : guitare
- Tony Gezels : basse
- Joël Bacart : batterie
- Nathalie Duyver : piano, claviers, voix

## Liste des titres
1. Chapter 2 - 3 min 37 s
2. Heating Danger - 4 min 17 s
3. I Went Out - 3 min 58 s
4. Life Long Devotion - 3 min 19 s
5. Pleasure on the Playground - 3 min 57 s
6. Around Midnight - 3 min 20 s
7. Wipe Your Tears - 4 min 13 s
8. Cold By the Sea - 4 min 25 s
9. No One Else - 3 min 27 s
10. I'll Never Be Down - 4 min 28 s
11. Hunaluria - 3 min 52 s
12. Till the End of My Life - 4 min 41 s

## Informations sur le contenu de l'album
Life Long Devotion, Wipe Your Tears, Cold By the Sea et Hunaluria sont sortis en singles.